# Rio Calindó
O rio Calindó é um curso de água do estado de Minas Gerais, Brasil, afluente da margem esquerda do rio São Francisco. O rio nasce na Serra dos Tropeiros, no município de Miravânia. Em seu curso, o rio Calindó ainda passa pelo município de Manga até desaguar no rio São Francisco. O Calindó foi um rio que concentrou uma grande quantidade de espécies de peixes, (surubis, dourados, traíras, piranhas, bagres, mandinhos, corvinas, cascudos, curimatás, dentre outras).